# Kościół San Antonio de la Florida w Madrycie

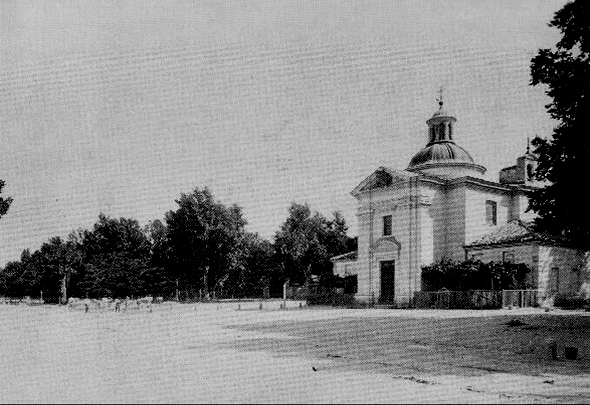
Kościół San Antonio de la Florida w 1890 roku

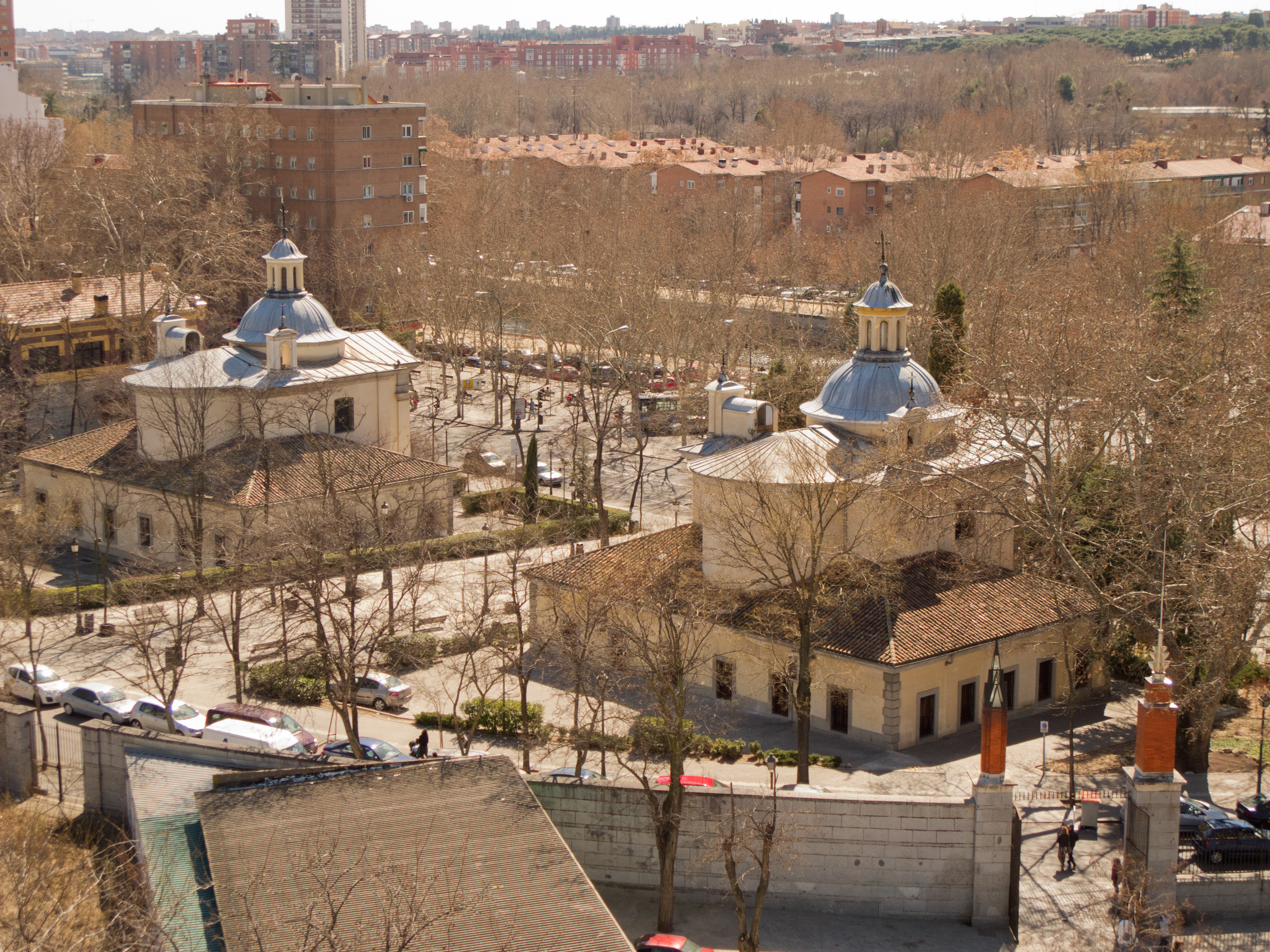
Widok na pustelnię i jej replikę z 1928 roku

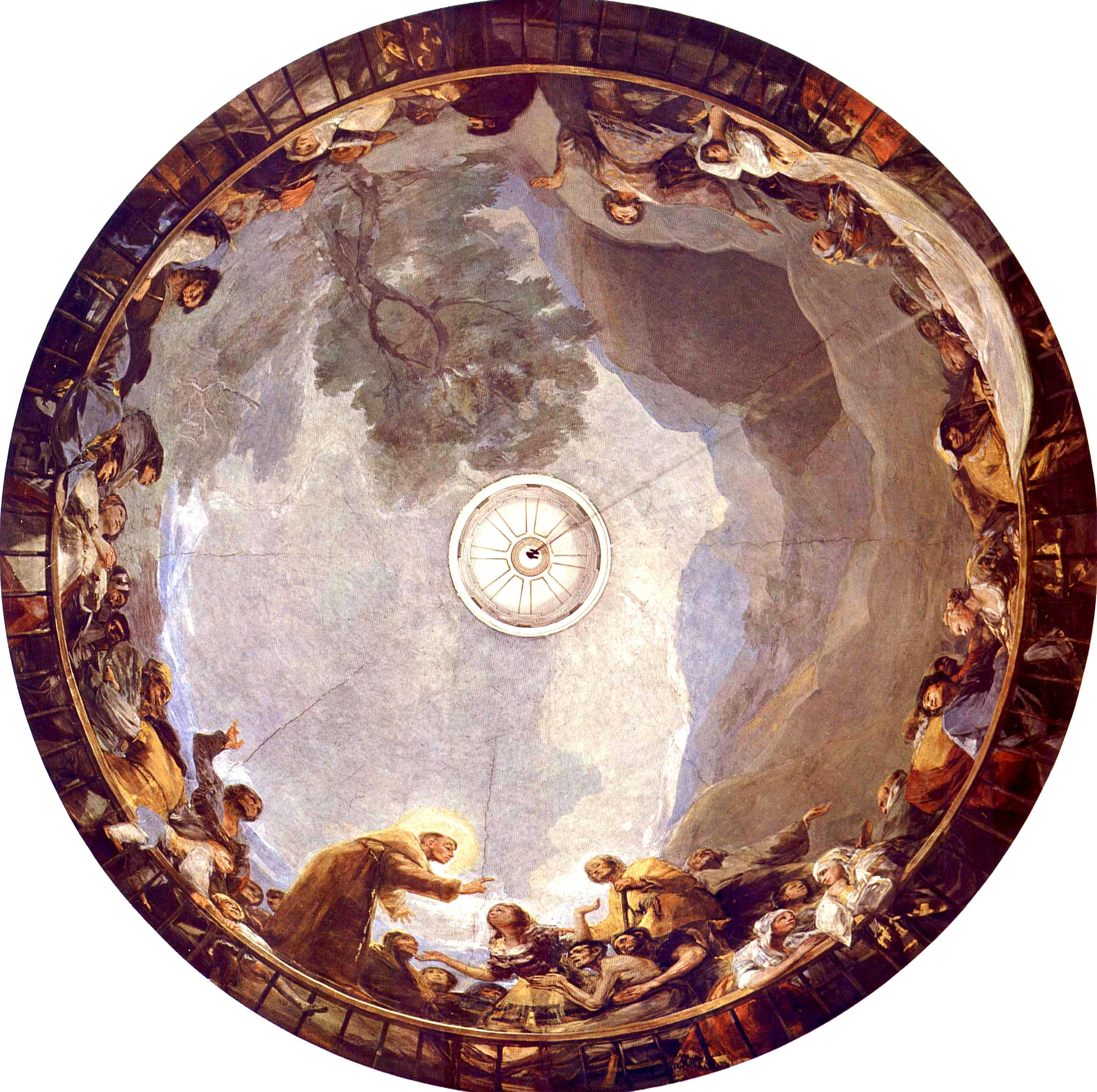
Freski Goi zdobiące kopułę kościoła, 1798

Kościół San Antonio de la Florida (hiszp. Ermita de San Antonio de la Florida) – trzeci erem dedykowany św. Antoniemu Padewskiemu wybudowany na obrzeżach Madrytu a zarazem jedyny, który przetrwał do naszych czasów. Znajduje się na terenie dystryktu Moncloa-Aravaca nad brzegiem rzeki Manzanares.

## Budowa
Pierwszy erem został wybudowany w 1720 r. przez José Benito de Churriguera i wyburzony w 1768 r., ponieważ znajdował się na trasie nowo otwartej drogi do Kastylli. Dwa lata później król Karol III rozkazał budowę nowego eremu, zaprojektowanego przez Francesca Sabatini. Drugi erem został wyburzony przez Karola IV.
Karol IV odkupił Palacio de la Florida od markiza de Castel Rodrigo aby wybudować posiadłość wypoczynkową. Budowa trwała w latach 1792-98 i obejmowała również wzniesienie nowego eremu, który nazwano San Antonio de la Florida. Erem został inaugurowany 11 lipca 1799, a w 1881 stał się parafią. Z całego kompleksu pałacowego do dziś zachował się tylko erem, gdyż pozostałe budynki zostały wyburzone pod budowę stacji kolejowej Príncipe Pío.
Włoski architekt Filippo Fontana zaprojektował skromny neoklasyczy budynek na planie greckiego krzyża z kopułą na pendentywach i wieżyczką. Ołtarze są wykonane z włoskiego stiuku ozdobione dodatkowo rzeźbami aniołów José Ginésa. Na głównym ołtarzu znajduje się rzeźba Chrystusa z XVIII wieku wykonana z kości słoniowej i szylkretu.

## Malowidła
Prostota architektury, zarówno wewnętrznej jak i zewnętrznej, kontrastuje z pięknem fresków wykonanych przez Francisca Goyę. Goya, będąc nadwornym malarzem Karola IV, otrzymał zlecenie na ozdobienie eremu. Praca nad freskami zajęła mu ok. 3-6 miesięcy i została ukończona w grudniu 1798 roku. Ze względu na zły stan zdrowia i postępującą głuchotę Goya zatrudnił swojego ucznia Asensio Julià do pomocy przy tym zleceniu. 
Na sklepieniu apsydy Goya przedstawił Adorację Trójcy Świętej. Nad gzymsem rozciągają się freski przedstawiające cherubiny i anioły o kobiecych rysach podtrzymujące zasłony. Najbardziej spektakularne są malowidła zdobiące kopułę, na których przedstawiono jeden z cudów św. Antoniego Padewskiego. Święty niesiony przez anioły do Lizbony, z bożej łaski sprawia, że zmarły odpowiada na pytania sędziego i potwierdza niewinność ojca św. Antoniego, którego oskarżono o zbrodnię. Dzieło ma 6 metrów średnicy. Można wyróżnić postać zmarłego, rodziców świętego i samego św. Antoniego na skale. Cudowi żywiołowo przyglądają się mieszkańcy Madrytu pochodzący z różnych klas społecznych. Przestrzeń wokół oculusa wypełnia pejzaż, który sprawia wrażenie, że oglądający fresk znajduje się pod gołym niebem.
Goya użył nowoczesnej dla jego epoki techniki malarskiej, z energicznymi pociągnięciami pędzla, plamami światła i koloru oraz ostrymi kontrastami. Dla podkreślenia walorów artystycznych, jego dzieło nazywano madrycką Kaplicą Sykstyńską.

## Krypta
U stóp prezbiterium znajduje się krypta Goi, w której zachował się nagrobek z cmentarza w Bordeaux, miasta w którym zmarł. Obok niego jest pochowany jego przyjaciel Martín Miguel de Goicoechea. Zostali pochowani razem 29 września 1919 r., aby uniknąć błędu w identyfikacji szczątków. Ciało Goi nie miało czaszki, która prawdopodobnie została oddzielona do analizy frenologicznej.

## Muzeum
1 kwietnia 1905 r. kościół został zaliczony do zabytków narodowych. W 1928 r. aby chronić zabytkowe wnętrze przekształcono go w muzeum (zarządzane od 1987 r. przez Urząd Miasta Madryt) i wybudowano replikę eremu, do której przeniesiono sprawowanie mszy. Architektem repliki był Juan Moya Idígoras. W oryginalnym eremie ostatnie msze sprawowano w 1929 r., obecnie odprawia się je dwa razy w roku w rocznicę urodzin i śmierci Goi. 

## Lokalne święto
Już w XVIII w. święty Antoni był szczególnie popularny wśród praczek pracujących nad rzeką Manzanares (nieopodal eremu). Możliwe, że to właśnie dzięki nim stał się patronem panien na wydaniu. W XIX pracujące nieopodal młode szwaczki chodziły do eremu aby prosić świętego o męża. 
13 czerwca w okolicy eremu, w parku La Bombilla organizowane jest tradycyjne wspomnienie św. Antoniego. Tego dnia wierni rozdają chlebki świętego Pan de los Pobres - należy zabrać je do domu, w ten sposób przez cały rok nie zabraknie chleba, a jeśli chlebek dobrze się zachowa będzie chronił domowe oszczędności. Przygotowuje się również torebki z 13 szpilkami (według zwyczaju madryckich szwaczek), które następnie wsypuje się do chrzcielnicy. Panny na wydaniu kładą rękę na szpilkach – liczba szpilek, które przykleją się do ich dłoni oznacza liczbę pretendentów do ręki, którzy pojawią się w danym roku.